# Jižní Asie

Různé definice jižní Asie. Tmavě zelená je nejobvyklejší

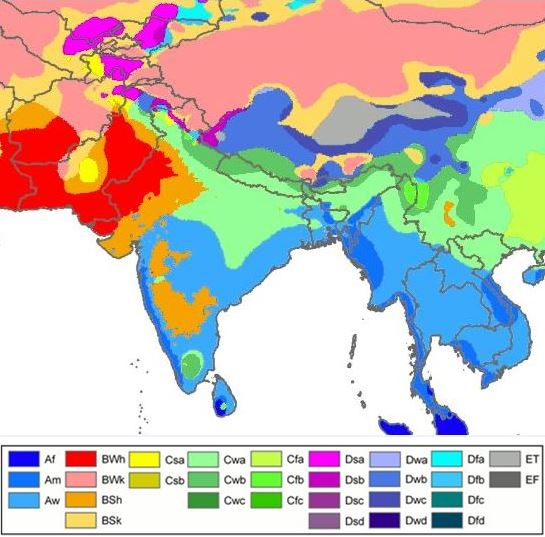
Köppenova klasifikace podnebí na mapě jižní Asie

Jižní Asie je geopolitická oblast asijského kontinentu, skládající ze států v podhůří Himálají a oblast od ní na západ. Je obklopena západní Asii, střední Asii, východní Asii a jihovýchodní Asii.

## Definice a užívání
Jižní Asie se skládá z následujících států a teritorií:
| Stát a jeho vlajka | Hlavní město               | Rozloha (km²) | Počet obyvatel |
| ------------------ | -------------------------- | ------------- | -------------- |
| Afghánistán        | Kábul                      | 647 500       | 41 454 761     |
| Bangladéš          | Dháka                      | 144 000       | 171 466 990    |
| Bhútán             | Thimbú                     | 47 000        | 787 424        |
| Indie              | Nové Dillí                 | 3 290 797     | 1 326 093 247  |
| Maledivy           | Male                       | 300           | 436 330        |
| Nepál              | Káthmándú                  | 140 800       | 29 164 578     |
| Pákistán           | Islámábád                  | 795 423       | 223 773 700    |
| Srí Lanka          | Šrí Džajavardanapura Kotte | 65 610        | 22 037 000     |

Tyto státy, kromě Britského indooceánského území jsou v současné době členy regionální skupiny Jihoasijského sdružení pro regionální spolupráci (SAARC), které jimi bylo také založeno. Pro podobné geografické, kulturní a historické důvody jsou také často do oblasti jižní Asie zahrnuty tyto státy a teritoria:
- Afghánistán[9][10][11][12][13][14][15][16][17][18][19][20][21][22][23] (Nyní členem SAARC)
- Myanmar (Barma), (Před rokem 1947 byl po více než století součástí Britské Indie.)
- tibetská exilová vláda[9][10][11][17][18][19][20][21][22][24][25][26][27][28][29][30] (Čína, která vojensky okupuje Tibet, je pozorovatelskou zemí SAARC.)